# 六四事件中的甘肃省
1989年春夏之交，中华人民共和国爆发全国性抗议运动，史称六四事件或八九民运，中国官方称1989年春夏之交的政治风波。期间甘肃省各地也有抗议、游行、罢课、集会及其他政治表达行为。这些活动多由学生、工人主导，也包含市民等群体发起，乃至有體制內人士參與，与全国范围内的抗议相呼应。
甘肃最大規模的抗議示威發生在首府兰州，此外天水等地也有声援行动。根据公安部门的统计，兰州地区在4月21日到6月10日先后发生了大小游行请愿活动30次,内有5000人以上较大规模的8次,参加者近20万人次。此外又因《性风俗》一书，发生穆斯林上街游行抗议，以及兰州气象学校藏汉两族学生斗殴，导致藏族示威者参与抗议。甘肃当局指这些突发事件“交织在一起,造成兰州地区十分复杂的局面”。

## 4月
胡耀邦死后，4月19日兰州各高校貼出了許多輓聯、詩詞、大小字報，並在此後持續出現。4月28日，有多名学生从郑州到兰州串联。兰州大学有十几名学生从储蓄所提款，准备到北京、西安串联。在4月29日，北京的學生領袖與袁木進行對話後，蘭州發生抗議。兰州大学、兰州医学院等校三千余名学生非常不满袁木的发言，呼喊着“反对独裁”、“要民主、要自由”的口号上街游行。深夜，学生自行返回学校。

## 5月
甘肃省公安厅指，5月1日兰州气象学校汉族学生和藏族学生，在打乒乓球发生冲突，引起双方互殴，五名汉族学生被打伤。晚上，有藏族学生手持砖块、木棒等物，到汉族学生宿舍打砸。汉族学生也去打砸藏族学生的宿舍，双方用石块、砖头、酒瓶互相掷打。兰州市公安局接到学校的报告，60名警察赶到学校会同校方制止斗殴。
5月2日，高校出现鼓动罢课、游行的大字报、标语及宣传品，提出了在五四上街游行。下午，200多名汉族学生冲出校门上街游行，举着“民族平等何在，人身安全何在”的横幅，呼喊“严惩凶手”、“要求民族平等”等口号，并提出保障人身安全、赔偿损失、与藏族学生分校等五点要求，到省政府请愿。省政府一名副秘书长出面接待了他们。经交涉后游行学生返校。
5月3日傍晚，兰州气象学校的汉族学生贴出一张侮辱藏族学生为“一级保护动物”的大字报，引起藏族学生不满，双方再次发生冲突。双方用砖头等物对打，并互相扣留对方学生。有藏族学生跑到西北民族学院串联要求支援。兰州市公安局派百余名警察赶赴现场。甘肃省政府、民委、气象局的领导也相继赶到，双方释放被扣留的学生，藏族学生同意暂时撤离学校，有汉族学生手持铁棍阻止藏族学生撤离，并提出不准藏族学生再回学校等要求。公安局将双方强行隔开。
兰州大学、兰州师范大学、兰州农业大学、兰州工业大学、兰州民族学院、兰州铁道学院、兰州商业学院、兰州医学院等8所院校近万名学生，亦准备5月4日早上在兰州东方红广场集合，上街游行，响应全国。5月4日，兰州大学、甘肅師大、工業大學、西北民族學院等4所院校的6000多名学生行到東方紅廣場集會到，又到甘肃省政府门口，他們呼喊「民主萬歲」、「貪官不除,國無寧日」、「自由萬歲」、「反對官僚,打倒官倒」、「聲援北京學生」等口號，向省政府递交请愿书，于下午3时离去。公安指请愿中有五名执勤的警察被打伤。同日，西北民族学院近200名藏族学生上街游行，并到甘肃省民委请愿，呼喊“民族平等、不受歧视”，“声援气象学校、严惩打人凶手”等口号，至15时返校。
5月6日，逾萬名穆斯林回族民眾在蘭州上街遊行，要求處理 《性風俗》一書的作者和編輯。5月9日上午，时任甘肃省委书记卢克俭、阎海旺，甘肃省副省长张吾乐、穆永吉分别与兰州大学、西北民族学院、西北师范大学、甘肃工业大学、兰州铁道学院的学生进行了对话，兰州大学有500多名学生围在会议室周围。之后兰州大学、铁路学院、师范专科学校、西北师范大学、农业大学、工业大学等3000多名学生，举着“取消新闻封锁，要求民主对话”、“打倒贵族阶层”、“要求政治透明”、“打倒官倒、打倒官僚”等横幅，或呼喊口号，上街游行至甘肃省政府静坐请愿。据报道，其中约有1000名学生在甘肃省政府大楼外静坐时试图闯入大楼。公安局指这些学生先后11次冲击甘肃省政府，都被武警拦住，有学生向警察扔汽水瓶、砸石块，导致两名武警受伤。下午五时学生陆续离去。剩下的200多名学生要求甘肃省政府派车送他们回校，省政府没有派车。晚上这些学生步行回校。
5月10日，包括甘肅省委副書記盧克儉、阎海旺，常務副省長張吾樂、宣傳部長姚維康、省政府辦公廳副秘書長魏慶宏、孔令健、省教委主任王宗山、蘭州市委副書記楊德魯、省人事局副局長陳友興、團省委書記張天理等高级党政官员和西北師範大學的學生代表舉行了座谈会，由西北師範大學學生會主席張衡主持，并得到本地官方媒体甘肃电台等的报导。他们就改革开放以来的政策失误、通货膨胀、收入分配不公、官僚腐败、社会治安等问题对话。卢克俭承认十年改革中甘肃主要面临通货膨胀、社会经济秩序混乱、社会思想观念变异以及分配不公等问题，承认政府在宏观调控和政策执行中存在不足。学生代表提出多项质询，涉及官员個人收入和廉洁自律、教育投入、天水賓館的浪費問題和工程决策失误、社會治安問題等，并由政府官员一一回应。
5月11日，甘肅省委副書記盧克儉、副省長張吾樂以及趙仰庭、魏慶宏、孔令健、王松山、楊德魯、陳友興、張天理等官员再次与甘肅工業大學的學生代表進行面對面對話，回應學生關於新聞自由、官僚作風、貪腐現象、物價上漲及學校基礎設施等問題。学生主要关注兰州的物价问题，甘肅有無“吃喝領導幹部”，領導“住房愈住愈大、車愈坐愈高級”等问题，并质疑是否因为有了学生游行的压力青海政府才愿意对话。政府方面则表示對學生的“愛國熱忱”與“反腐敗、反官倒”訴求持理解態度，強調反映意见不一定要通过游行方式，但不會追究參加遊行學生的責任，並承諾加強廉政建設與社會問題的治理。會上，學生反映的校園供水問題也獲得地方政府現場回應與處理承諾。
5月11日上午，青海民族学院和青海教师进修学院少数民族班的藏族学生共200人来兰州声援甘肃气象学院汉藏学生斗殴纠纷的藏族学生。青海民族学院派干部来兰州劝说。出站后，他们打着“含泪要求惩办兰州气象学校‘五·三，殴打藏胞元凶”，“维护民族尊严、维护民族政策、反对民族歧视”等横幅，呼喊“强烈要求严惩‘五·三’惨案的凶手”，“民族大团结”，“严惩凶手、维护藏胞尊严”，“民主自由”等口号，沿天水路、民主西路、酒泉路游行。兰州西北民族学院的190多名藏族学生也走出校门游行，打着“强烈要求解除西藏戒严令”等横幅，喊着与青海藏族学生基本相似的口号。下午二时，两股游行学生在甘肃省政府院内会合。省政府副秘书长邹亚林、杨立、省民委主任杨应中，同三所高校的12名学生代表进行了对话，并接受了学生的《请愿书》。学生代表提出的要求主要有三点：
一、要求处死兰州气象学校打伤藏族学生的凶手；
二、要求国务院立即取消西藏戒严令；

三、要求省委副书记、省政府副省长以上的领导同他们对话。并要求十二日上午答复对话的时间和地点。
下午游行请愿的藏族学生离开省政府。青海学生乘车去八一宾馆住宿，西北民院学生返校。另外公安局报告指，由于上海《性风俗》事件，兰州有四、五万名回族群众准备于5月12日上街游行，声言要“租用兰州市的全部出租汽车，乘汽车游行”，“还准备派人到上海，捣毁上海文化出版社”。
5月12日下午，兰州一些穆斯林上街游行，一万余名伊斯兰教徒聚集在东方红广场，参加由伊斯兰协会召开的大会，甘肃省、兰州市协会的领导都在会上讲了话，并焚烧了一百多本《性风俗》书。焚书过程中，一些示威者将省出版局的伏尔加牌小卧车推翻砸坏。傍晚六时开始散场。当几百名穆斯林示威者经过甘肃省政府门前时，200余人开始冲击省政府，并砸省政府的牌子。晚上7时，大门被冲开，一些抗议者砸坏信访室和值班室的门窗和玻璃，并与公安和武警发生冲突，打伤武警114人（其中重伤39人）。公安机关指“当场扣留36名闹事分子”，只有一名汉民，其余均回民。晚八时许事态平息。
5月15日，北京学生的绝食请愿引起甘肃学生声援。5月16日零时许，四百多名兰州大学学生打着“声援北京”的横幅上街游行，到兰州火车站集结并发表演讲，凌晨一时许又在中心广场讲演，二时三十分返校。下午一时四十四分，兰州大学又有三千名学生和研究生打着“声援北京”、“自由万岁”、“理解万岁”、“新闻自由”等横幅，喊着“打倒官倒、铲除腐败”、“团结万岁”、“民主万岁”、“国家兴亡，匹夫有责”、 “支持罢课、声援北京”、“不惜生命，声援北京学生绝食”等口号，唱着《国际歌》上街游行到东方红广场。二时二十分，在中心广场宣读了《清华大学生告全国同胞书》，然后一边游行一边募捐。当天有百餘名學生在中心廣場開始絕食靜坐。
5月17日，兰州大学、铁道学院、西北师大、西北民族学院、甘肃教育学院、师范大学、工业大学等12所高校一万八千余名学生上街游行，也有教师参与。他们在中心廣場宣讀「聲援北京學生宣言」。中科院兰州分院、新闻界的一些职工和「民盟」人員也参加了游行，下午五时游行结束。5月18日上午，兰州大学、西北医学院、政法学院等院校和部分单位职工继续有數萬名各界人士上街游行。十餘所高校百餘名學生在兰州中心廣場靜坐絕食。当天，甘肃全省有8个地、市大中专学校的学生和中学教师、学生上街游行。
為抗議北京戒嚴令，5月20日上午，兰州大学和其他高校的10000多名学生上街游行。21日，6所大学7000多学生胸戴自花，抬着大花圈上街游行。还有人散发了各种的传单，谣传一些省市已宣布不承认李鹏政府，邓小平离京、北京有学生死亡等。
5月22日，繼續有近万名学生上街游行，呼喊“反对军管“、”邓小平、李鹏辞职“、”李鹏制造动乱不得人心“、”打倒专制、独裁“等口号。5月24日下午，兰州大学、甘肃工业大学等13所高校8700余人在东方红广场召开大会，宣读《告全国同胞书》，并向全国人大和甘肃省人大发出《紧急呼吁书》，要求紧急召开全国人代会罢免李鹏。会后，各高校学生在市区四条主要街道游行。由于部分学生强行登车，当天兰州至北京的44次列车不能正点发出。当局指自五月中旬起，蘭州地區和相關一部分地州市“社會秩序不穩”，部分高校教學中斷、工業生產和交通運輸緊張，“許多機關工作難以進行,社會不法分子趁機進行違法犯罪活動”。
在运动期间，仿效北京学运和工运组织的「甘肅省高校學生自治聯合會」、「蘭州大學學生自治聯合會」（负责人韋波）、「甘肅工業大學學生自治會」、「蘭州醫學院學生自治會」、「蘭州商學院學生自治會」、「蘭州中醫學院學生自治會」、「西北師範大學學生自治會」、「蘭州工人自治聯合會」、「打狗指揮部」、「蘭州市民聲援團」（團長为魏姓市民）和「市民敢死隊」（队长为郝姓市民）先后成立，也有高校学生赴京声援。其中蘭州高自聯主要負責人为劉文勝、劉白瑜、王治華、沙迪克江与劉瑞林。
5月28日下午，兰州6所高校近3000人上街游行，响应当天全球华人大游行，还有200多人组成的市民声援团上街游行声援学生。5月29日，大约100名学生在蘭州的主要广场安营扎寨，但据报道他们已经筋疲力尽，“看起来打算要放弃”。

## 6月
6月4日，六四清場的消息传到兰州，兰州市内传言称“三日晚北京军警打死七千多名市民和学生”。各高等院校4000多名学生和老师上街游行，还用公共汽车堵住各主要路口，市內主要街道路障重重，造成交通中断。公車、無軌電車、通勤車全面停駛,鐵路時斷時續。他们高舉「聲援北京學生」旗幟。有几千名学生冲入兰州火车站，企图扒铁轨，约1000人选择在兰州火车站卧轨进行抗议，使铁路交通一度中断，兰州站内客、货车停运。6月4日至8日,蘭州煉油化工總廠被被學生、群衆示威者围堵五天之久。廠內所需之原料、日用品完全斷絕,損失慘重。
从6月4日起，由于蘭州市區主要交通路口、主要橋樑和一些工廠門口被設置固定路障,許多職工不能上班,工廠原料和產品不能啟運,不少商店不能正常進貨和經營,銀行資產週轉困難,影響職工工資發放,一些中小學生不能上學,市民基本生活品供應緊張,商店無法補給。事后当局公布兰州市公交公司因停運減少收入近九十萬元,蘭州鋁廠原料運輸受阻,經濟損失2200多萬元。
6月5日，凌晨继续有学生到兰州火车站卧轨阻拦火车，使铁路交通一时中断。兰州大学等校六千多名学生上街游行，并有学生和群众设置路障上街设置路障，使市内交通全部中断瘫痪，数万名职工不能上班。下午，几万名群众、职工将兰州火车站交通堵塞，四五十名学生抬着花圈在一至三股铁道卧轨。二时许又冲进几千名大学生和几千名其他示威者，将四股道的机车出口处封住。六百多名学生在兰州火车站卧轨，铁路交通中断五小时。
6月6日七时三十分，兰州高校的3百余名学生继续在街上设置路障。当日全市约有九千人上街游行，其中有3000余名工人。数千多名学生在处于交通咽喉地段的七里河黄河大桥和水挂庄桥头上设置路障，断绝交通。兰州市区各主要路口均设置了路障，市内交通中断。工厂职工无法上班，农民蔬菜、粮站的米面均无法运输，市内发生居民抢购面粉的事件。仍有300多名学生在兰州火车站卧轨，兰州火车站交通一直中断。当日，蘭州公安和武警抓獲一群“攔車堵塞交通”“毀壞交通設施、肆意設置路障”的示威者。6月8日凌晨一时许，继续有人在市内打砸交通设施、设路障，没有发生游行示威情况。
從6月4日至8日，學生與民眾在蘭州市區主要交通路口和橋樑設置路障,阻斷公路與市區交通。中共甘肃省委6月8日做出六条措施：一，坚决严厉打击"市民声援团"头头，在短期内迅速行动；二，对"高自联"组织者进行教育，并责成他们立即悬崖勒马；三，大量翻印中宣部的材料、袁木的讲话，让中央的声音覆盖兰州；四，千方百计确保陇海铁路大动脉畅通；五，动员全市各企业成立护厂队；六，凡在这次运动中丧失立场的党员、干部，都要给予党纪政纪处分。6月8日,蘭州機車廠被數千群衆衝擊,三名領導被毆。蘭州化學化工公司化工廠、橡膠廠被群衆圍堵,職工無法上班。蘭州石化機器廠、西北油漆廠等企業亦遭衝擊,被迫部分停工。
兰州安宁区当局领导连续三天三夜，前往两处桥头劝说学生。6月7日起，甘肃省委、省政府开始采取行动处理事态。到6月10日，有32名“市民声援团”“敢死队”成员被捕。党政机关干部、共产党员走出机关，配合基层政权组织、厂矿企业和公安干警，共同拆除路障。6月8日，市区路障已全部拆除，市内各路公共汽车开始运营。省政府领导与各校学生头头进行了对话，学生们表示今后不再设置路障，也不再阻碍工人正常生产。
6月9日凌晨，兰州市公安局抓捕了65名拦车设卡人员。九个停工或半停工的企业已全部恢复生产。上午，在兰州市中心广场，市公安局两次驱散聚集的几百名群众，抓了17名“市民声援团”骨干。兰州大学高自联等组织主动拆除了设在城市中心广场和七里河区的“广场之音”广播站，广场上再也没有学生演讲，兰州大学学生自治会也放弃了校广播台，自治会几名负责人去向不明。全市有三分之二的高校学生离校。市区内所有路障当天内全部拆除，交通干警上岗使市内交通畅通；一些自行关闭的商店开始营业。

## 后续
6月12日,甘肅省政府發出通告,明令取締「甘肅省高校學生自治聯合會」、各高等院校的「學生自治會」、「蘭州工人自治聯合會」、「蘭州市民團」、「蘭州市民聲援團」、各種「敢死隊」等民運組織;指稱新成立之「打狗指揮部」是反動組織,,責令必須摧毀;並要求民衆隨時通過舉報電話或直接向公安機關反映。6月12日,西寧公安機關抓獲蘭州大學學生自治聯合會领袖韋波。
6月13日，甘肅日報报导蘭州公安局近日抓獲「市民敢死隊」「市民聲援團」中9人。蘭州市公安局及所屬分局設立「群衆舉報接待站」、「坦白自首人員登記處」。自6月12日至6月14日,蘭州各大專院校民運組織领袖已有九人前往蘭州市公安局登記。自6月8日至14日,蘭州市公安已抓獲24名“製造動亂”的「市民聲援團」、「市民敢死隊」等民運組織的领头人和骨幹。
6月16日,被北京公安通緝的21名北京高自聯领袖楊濤，被永登縣連城林場林業派出所抓獲。截至6月19日,蘭州市公安機關審查的58名蘭州「市民聲援團」成員中,己有43名骨幹被收審。 6月20日，蘭州公安發出通緝令,決定對蘭州地區「高自聯」领头人劉文勝、劉白瑜、王治華 、沙迪克江、劉瑞林等五人實施通緝。甘肅日報报道从6月13日至19日,蘭州市群衆舉報電話涉及83人,已收審兩人。同時,已有35名參與活動人員前往公安機關坦白自首。6月28日,蘭州市公安局召開拘捕大會,公開拘捕103名示威参与者。
在整场运动中，甘肃公安机关仅在兰州地区就先后组织了 4000多名公安、武装警察、警校学员、企事业公安保卫人员执勤备勤。甘肃公安局指在动乱期间“查破了一大批刑事案件”,侦破了两起“国民党派遣特务案件”,查获了 3700多件“境外投寄的反动宣传品”。事件平息后,又开展了清查工作,“查出了一批非法、反动组织和制造动乱的犯罪分子”。甘肃公安局指台湾军事情报局派遣特务高晓诗(化名陆宏民)来往兰州、银川等地,与银川的示威领导者取得联系,“将动乱情报向台湾军情局驻某国特务组织密报;还企图策划组织西安、兰州、银川等地大学生统一行动,反对中国共产党”。公安部门还指台湾陆工会派遣的特务高经东在甘肃“图谋组织农民进城闹事,挑起更大动乱”。高晓诗、高经东均在事后被当局查获。
甘肃农业大学农业机械化系三年级学生沈子俊在5月17日曾作为兰州学生代表到北京天安门广场声援。六四之后，6月4日回到兰州。沈子俊组织本校学生及市民游行抗议，并于6月8日开始实施空校行动。沈于8月9日被逮捕，被开除学籍，并以扰乱社会秩序罪、聚众扰乱交通秩序等罪判处有期徒刑一年六个月。当局指其“向聚集在甘肃农业大学六号楼前的学生进行了宣传煽动，并组织、策划围堵工厂、阻塞交通、散发传单”，“组织、领导甘肃农业大学部分学生和其它院校部分学生对长风、万里、兰飞、机床厂围堵三天，对七里河黄河大桥设置路障，阻塞交通十五小时。致使工人不能上班，工厂停工减产，造成严重经济损失，使七里河黄河大桥交通中断，给生产和人民生活亦造成损失”。
事件平息后，兰州当局认为示威抗议给社会造成严重的后果。10月31日,中國全国人大常委会通过并公布施行了《中华人民共和国集会游行示威法》。次年4月28日，甘肃省人大常委会通过并公布施行了《甘肃省实施集会游行示威法办法》，对游行示威集会作出更严的规定，指“必须依法向主管的公安机关申请并获得许可”。

## 另見
- 六四事件
- 1989年中華人民共和國抗議地區列表